# Godlewo (Litwa)
Godlewo (lit. Garliava; wymowaⓘ) – miasto na Litwie, w okręgu kowieńskim, w rejonie kowieńskim, siedziba gminy Godlewo. Historycznie leży na Suwalszczyźnie.
Godlewo leży 10 km na południe od Kowna, przy drodze krajowej nr 130.
W mieście znajdują się m.in. zabytkowy kościół w stylu późnobarokowym, przystanek kolejowy, hala sportowa i szkoła artystyczna.

## Historia
W 1809 polski ziemianin i były powstaniec kościuszkowski Józef Godlewski ufundował późnobarokowy kościół katolicki pod wezwaniem św. Trójcy, a osada otrzymała od jego nazwiska nazwę Godlewo. Godlewo było wówczas częścią Księstwa Warszawskiego, w którym Godlewski był posłem na Sejm z powiatu mariampolskiego. Po 1815 część Królestwa Polskiego, w którym z czasem zostało siedzibą wiejskiej gminy Freda w powiecie mariampolskim po przeniesieniu jej z Fredy. W 1818 Józef Godlewski ufundował tu także kościół luterański. W latach 1885–1886 funkcję wikarego w Godlewie sprawował polski duchowny luterański Henryk Sroka.
Podczas okupacji hitlerowskiej, w lipcu 1941 roku Niemcy utworzyli getto dla żydowskich mieszkańców. Przebywało w nim około 300 osób. 2 września 1941 roku Niemcy zlikwidowali getto, a Żydów zamordowano w okolicy miasta. Sprawcami zbrodni byli policjanci z 3 kompanii 13 batalionu policji litewskiej. Kompanią dowodzili B. Norkus, J. Barzda, i A. Dagys. 
W 1958 miejscowość otrzymała status osiedla typu miejskiego. W 1994 zatwierdzono herb miasta. Godlewo jest jednym z najmłodszych miast Suwalszczyzny.
W Godlewie urodził się biskup pomocniczy kowieński Saulius Bužauskas.

## Zabytki
Głównym zabytkiem miasta jest późnobarokowy kościół św. Trójcy z 1809 (później przebudowywany). W ogrodzeniu kościoła kaplice ze stacjami Męki Pańskiej. Ponadto znajduje się tu zrujnowany kościół poewangelicki.

## Galeria

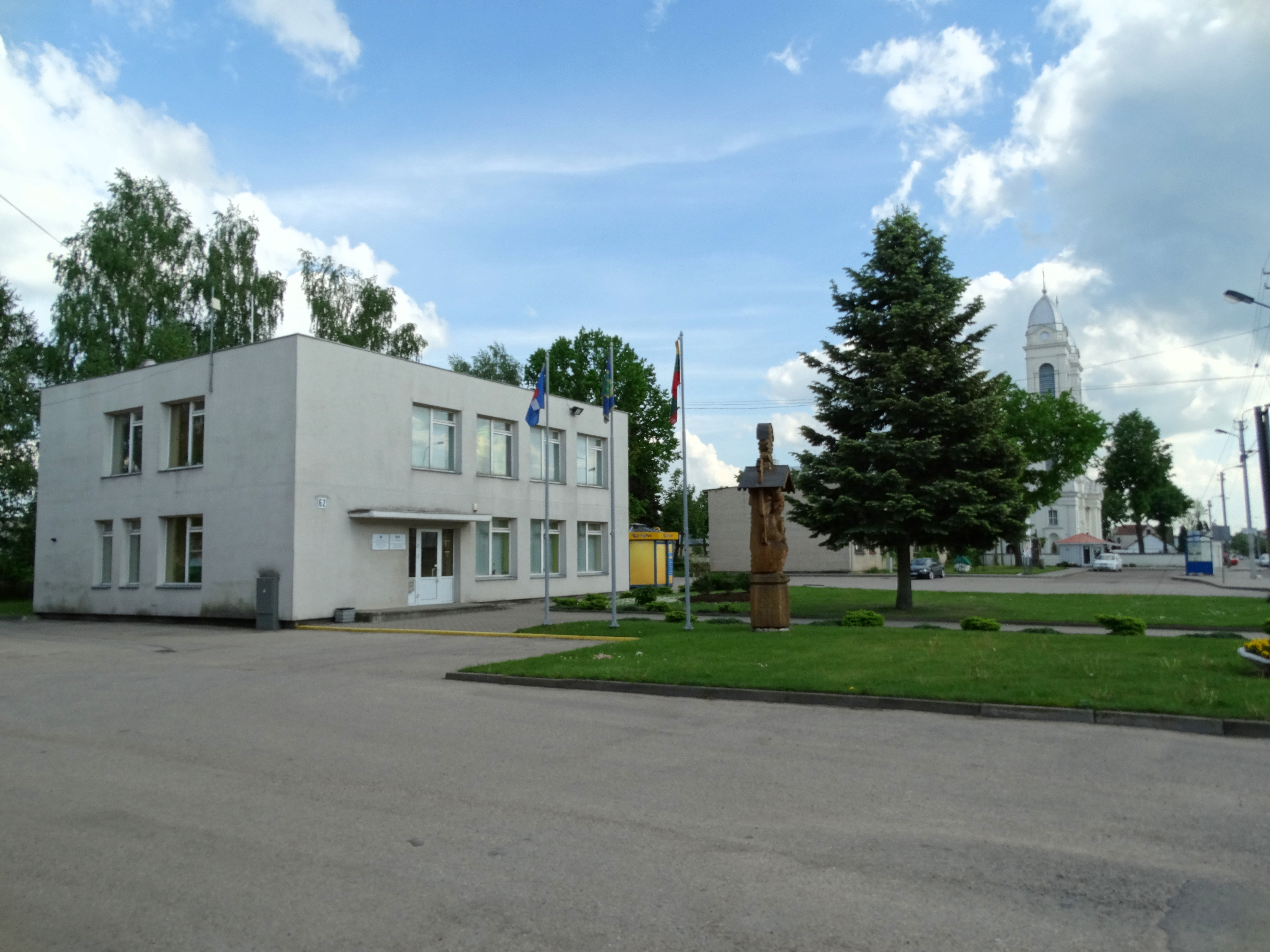
Centrum Godlewa z siedzibą starostwa na pierwszym planie i kościołem św. Trójcy w tle
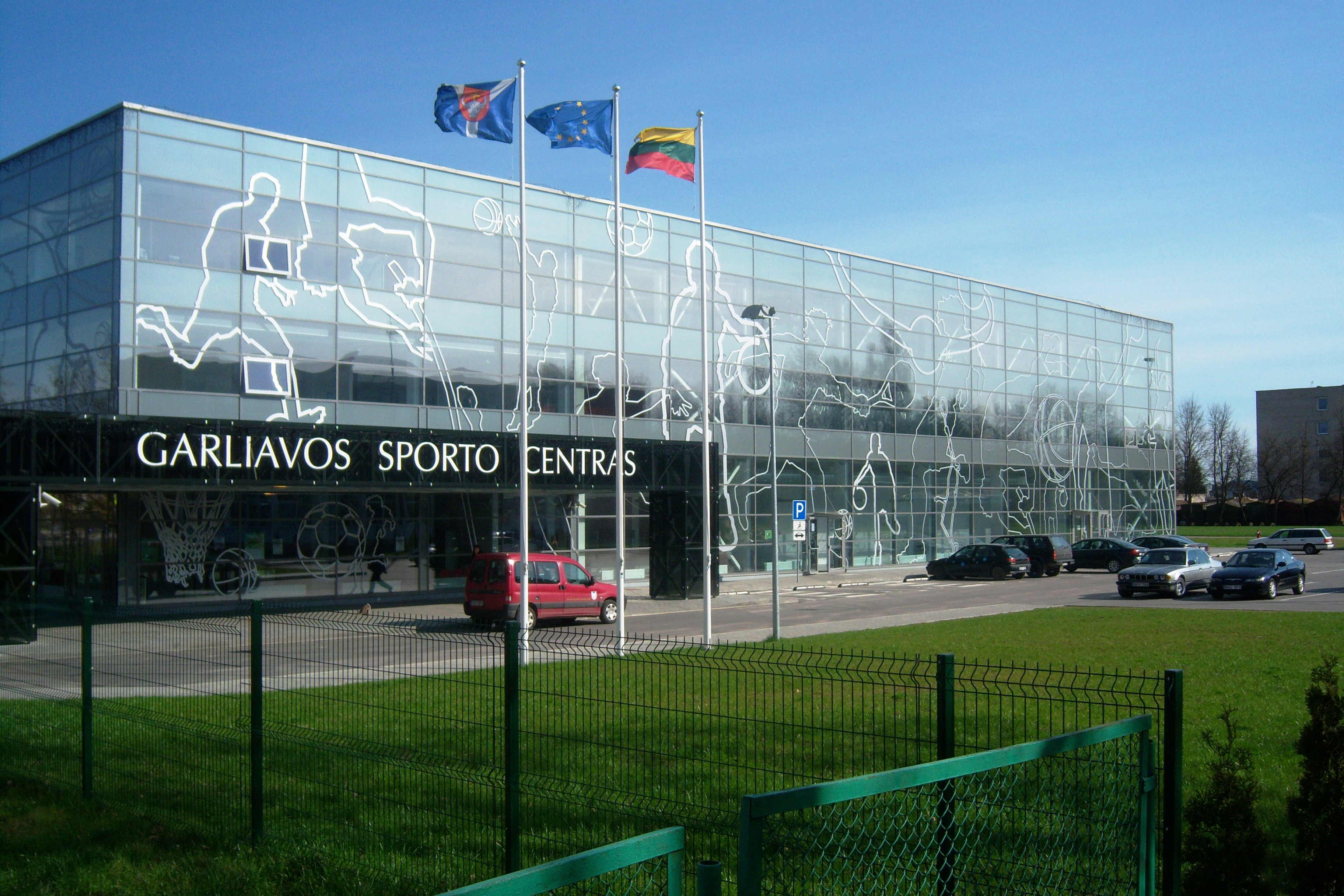
Hala sportowa
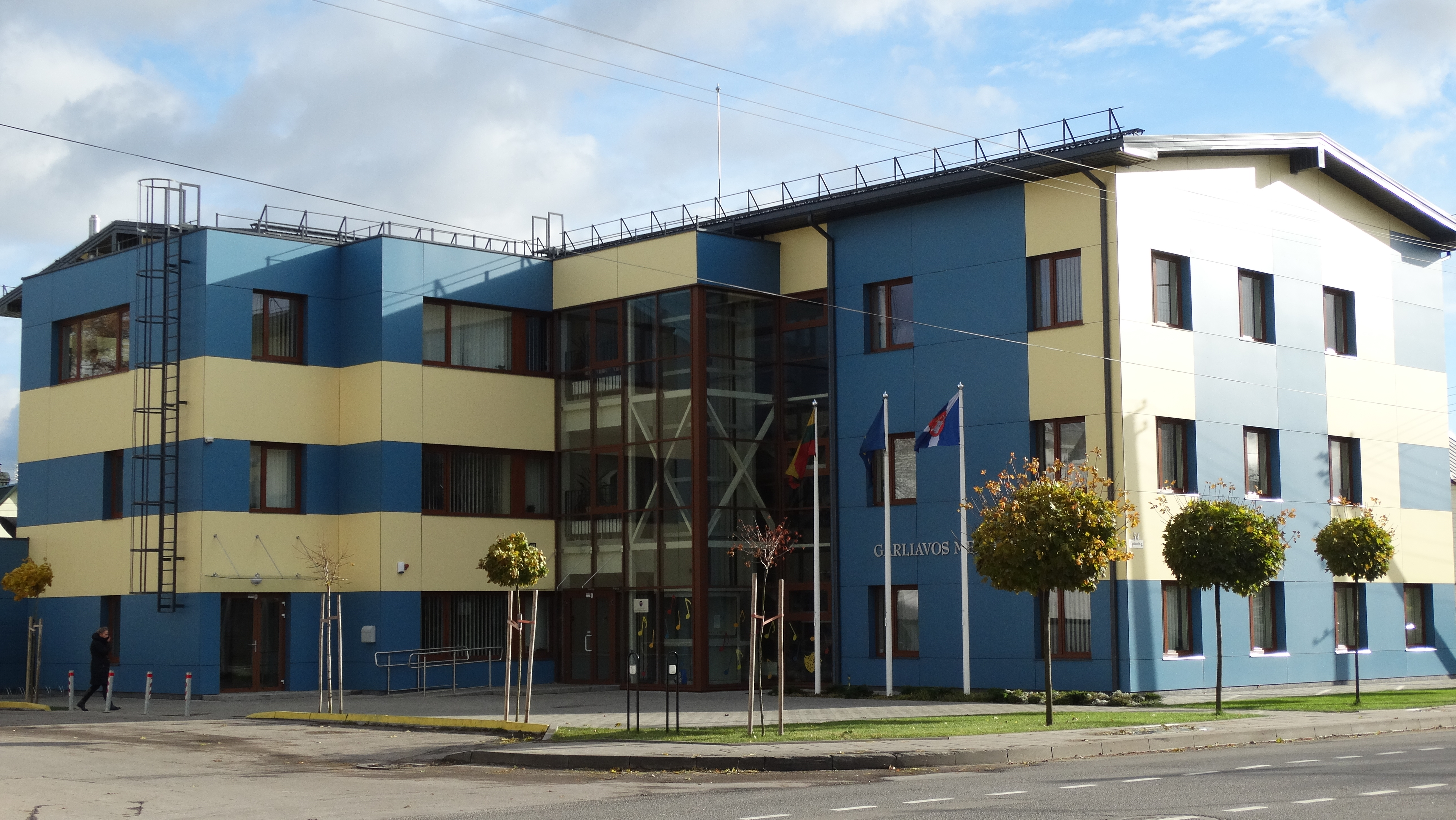
Szkoła artystyczna
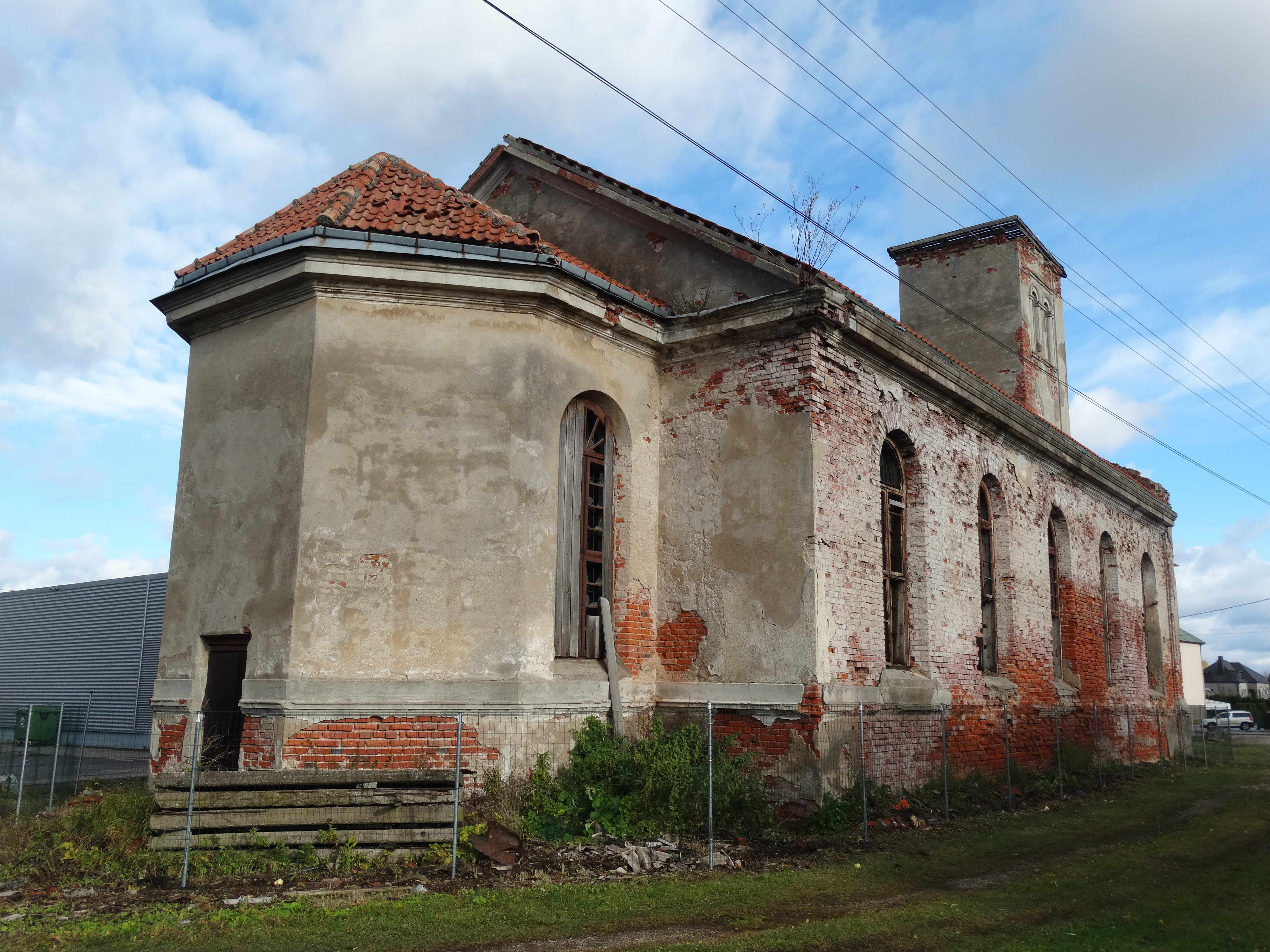
Zrujnowany kościół poewangelicki